# Kolā Jān
Kolā Jān (persiska: كِلاچان, Kelāchān, کلا جان) är en ort i Iran.   Den ligger i provinsen Mazandaran, i den norra delen av landet, 110 km norr om huvudstaden Teheran. Kolā Jān ligger 2 meter över havet och antalet invånare är 370.
Terrängen runt Kolā Jān är varierad. Runt Kolā Jān är det ganska tätbefolkat, med 80 invånare per kvadratkilometer. Närmaste större samhälle är Chālūs, 5,4 km öster om Kolā Jān. Runt Kolā Jān är det i huvudsak tätbebyggt.